# Paul Édouard Damiguet de Vernon
Pour les articles homonymes, voir Vernon.
Paul Édouard Damiguet de Vernon, ou Édouard de Vernon, militaire français né à Clohars-Fouesnant le 6 février 1810, et mort dans le 7e arrondissement de Paris le 26 décembre 1866.

## Biographie
Paul Édouard Damiguet de Vernon est le fils de Paul Célarier Damiguet (Brassac, 1756-Paris, 1821), marquis de Vernon, premier écuyer du roi Louis XVIII en 1818, armateur, négociant, propriétaire d'une entreprise de charrois pour la construction de vaisseaux du port de Lorient, qui avait racheté le château de Cheffontaines saisi au moment de la Révolution, et de Anne Catherine Clémence Jolivet de Liancourt.
Il est novice des équipages de la marine à Rochefort. Il embarque sur le brick Grenadier en septembre 1827. Il débarque à Toulon en octobre 1828. Il rembarque le novembre 1828 sur le brick la Champenoise mais il est débarqué et congédié dès le 24 du même mois.
Paul Édouard Damiguet de Vernon est sous-lieutenant de la garde municipale de Paris pendant une année, en 1830-1831, au cours des Trois Glorieuses. Sur proposition de la Commission des récompenses nationales, il est nommé sous-lieutenant dans le 11e régiment d'infanterie légère, le 16 mars 1831. Il passe ensuite au régiment des hussards de Chartres, le 19 avril 1831. Il participe à la campagne de Belgique dans l'armée du nord en 1831-1832.
Le 16 mai 1833, il est nommé sous-lieutenant au 3e régiment de chasseurs d'Afrique. Il est nommé lieutenant le 31 décembre 1835. Il participe aux sièges de Constantine de 1836 et 1827. Il est reçu chevalier de la Légion d'honneur le 14 août 1839. Il reste en Algérie jusqu'en 1848.
La révolution de 1848, du 22 au 25 févier, l'a ramené en France grâce à l'appui d'Henri Boulay de La Meurthe qui est à la tête d'un régiment de la garde républicaine. Cet appui vient des relations qu'entretien Édouard Damiguet de Vernon avec Clothilde Bessas de La Mégie, marquise de Vernon (1827-1886), qui est la fille d'Auguste Bessas La Mégie et d'Anne Charlotte Boulay de La Meurthe (1801-1870), sœur d'Henri Boulay de La Meurthe. Le 9 juin 1848, Édouard de Vernon est mis en mission hors cadre pour y remplir les fonctions de lieutenant-colonel dans la garde républicaine . Il participe à la répression des journées du 22 au 26 juin 1848 pendant lesquelles il est blessé. Il est officiellement nommé au grade de lieutenant-colonel par exception aux règles d'avancement le 12 septembre 1848. Des problèmes de commandement se produisent entre Édouard de Vernon et son colonel, François Xavier Raymond. Après avoir proposé le 22 septembre 1848 de replacer Édouard de Vernon dans son régiment, c'est finalement Raymond qui est placé le 13 décembre 1848 au 70e régiment d'infanterie de ligne. Henri Boulay de La Meurthe est élu vice-président de la République le 20 janvier 1849. Paul Édouard Damiguet de Vernon se marie à Paris le 6 février 1849 avec Clothilde Bessas de La Mégie. La commission chargée de la réorganisation de la garde républicaine se réunit le 27 janvier 1849 en présence du lieutenant-colonel Édouard de Vernon qui est le chef de la garde par intérim et du colonel Lanneau, commandant de la gendarmerie de la Seine, qui a été nommé colonel de la garde républicaine le 13 février 1849. 
Édouard de Vernon quitte la garde républicaine le 19 juillet 1849. Il est nommé lieutenant-colonel dans la 15e légion de gendarmerie. Il est promu officier de la Légion d'honneur le 23 mars 1851. Une séparation de corps et de biens avec sa femme a été prononcée contre lui après avoir eu une fille. Quelques années plus tard, il rencontre en Italie Brunehilde Attilia Cecilia de Maldura, fille du peintre Carlo Maldura de Gandino, qu'il ramène à Paris et dont il a eu trois filles, Anna née en 1860 à Vincennes, Rita et Paula, et une nombreuse descendance. En 1855-1856, il est grand prévôt de l’expédition de Crimée. Colonel de gendarmerie, il est prévôt de l'armée d'Italie. Il est promu commandeur de la Légion d'honneur le 25 juin 1859. Il est  nommé général de brigade le 6 janvier 1860. Il a le commandement d'une brigade de cavalerie dans l’armée d’Italie. 
Il est mis en disponibilité le 2 janvier 1864 pour lui permettre d'être le promoteur d’une société d’exploitation forestière en Algérie. Il retrouve un commandement en août 1865.
Il meurt le 26 décembre 1866 à l'Hôpital militaire du Gros-Caillou. Il a été inhumé dans le cimetière de Montmartre 25e division.

## Distinctions
- Chevalier de la Légion d'honneur, le 14 août 1839.
- Officier de la Légion d'honneur, le 23 mars 1851.
- Commandeur de la Légion d'honneur, le 25 juin 1859[6].